# Chester A. Arthur
Chester Alan Arthur (1829. október 5. – 1886. november 18.) egyesült államokbeli ügyvéd, hazája 21. elnöke 1881 és 1885 között. A meggyilkolt James Garfield utódja.

## Élete
Mielőtt a Republikánus Párt képviseletében bekapcsolódott a politikába, 1871-től 1878-ig vámszedőként dolgozott a New York-i öbölben.
1881-ben kinevezték Garfield alelnökévé. Garfield szeptemberben bekövetkezett halála után az ország elnöke lett.
Elnöksége során – addigi pártbeli híveit megdöbbentve – letette a polgári szolgálat alapjait. Beiktatták az első szövetségi bevándorlási törvényt, ami megakadályozta a szegények, a bűnözők, és az elmebetegek letelepedését. A kongresszus egyúttal tíz évre felfüggesztette a kínaiak bevándorlását is, amit később véglegesítettek.
1884-ben indult a republikánus elnökjelöltségért, de a párt James G. Blaine jelölése mellett döntött. 1886-ban, 57 évesen hunyt el agyvérzés következtében, amit valószínűleg a vesebaja okozta magas vérnyomás idézett elő.
| Elődje: James A. Garfield | Az Amerikai Egyesült Államok elnöke 1881. szeptember 19. – 1885. március 3. | Utódja: Grover Cleveland |